# 4. п. н. е.
4. п. н. е. била је уобичајена година која је почињала у уторак или сриједу јулијанског календара и уобичајена година која почиње у понедељак по пролептичком јулијанском календару. У то вријеме је била позната као година конзулства Сабина и Руфа (или, рјеђе, 750. година Ab urbe condita). Деноминација 4. п. н е. за ову годину се користи од раног средњег вијека, када је календарска ера Anno Domini постала преовлађујући метод у Европи за именовање година.

## Рођења
- Сенека, римски књижевник

## Смрти
- Ирод Велики, краљ Јудеја (р. 73. п. н. е.)